# Museu da Imigração Pomerana
O Museu da Imigração Pomerana é um museu localizado no município de Santa Maria de Jetibá. Conta com um rico acervo sobre a imigração alemã no Brasil, em especial a imigração dos pomeranos no Espírito Santo, numa zona outrora denominada Nova Pomerânia.
Está localizado em uma casa de arquitetura pomerana, da década de 1930, que foi sede da antiga Estação de Fruticultura da cidade. Foi reformado e reinaugurado em 2010